# Sclérure à poitrine rousse
Sclerurus scansor
Espèce
Répartition géographique
Statut de conservation UICN

 NE  : Non évalué
Le Sclérure à gorge rousse (Sclerurus scansor) est une espèce de passereaux de la famille des Furnariidae.

## Répartition et sous-espèces
Selon la classification de référence du Congrès ornithologique international (14.2, 2025) :
- S. s. cearensis Snethlage, 1924 — nord-est du Brésil ;
- S. s. scansor (Ménétriés, 1835) — est du Brésil, Paraguay et selva misionera (es).